# Acaena molliuscula
Acaena molliuscula é uma espécie de rosácea do gênero Acaena, pertencente à família Rosaceae.